# 杜魯門 (明尼蘇達州)
杜魯門是一個位於美國明尼蘇達州馬丁縣的城市。

## 歷史
杜魯門的郵局自1899年營運至今。此地得名自某鐵路公司老闆的兒子杜魯門·克拉克（Truman Clark）。

## 人口
根據2020年美國人口普查的數據，杜魯門的面積為2.85平方千米，皆為陸地。當地共有人口1092人，而人口密度為每平方千米383人。